# Soldat Louis
Soldat Louis est un groupe de rock 'n' roll français, originaire de Lorient, dans le Morbihan. Il mélange la musique traditionnelle de Bretagne avec les instruments classiques du rock — guitare électrique ainsi qu'acoustique, batterie, basse, etc. — la cornemuse écossaise (Biniou Braz en breton), la cornemuse irlandaise et la bombarde en ce qui concerne la musique traditionnelle. Les deux membres fondateurs, toujours présents au sein du groupe sont Renaud Detressan (alias Gary Wicknam) et Serge Danet (alias Soldat Louis).

## Biographie

### Débuts et premiers albums

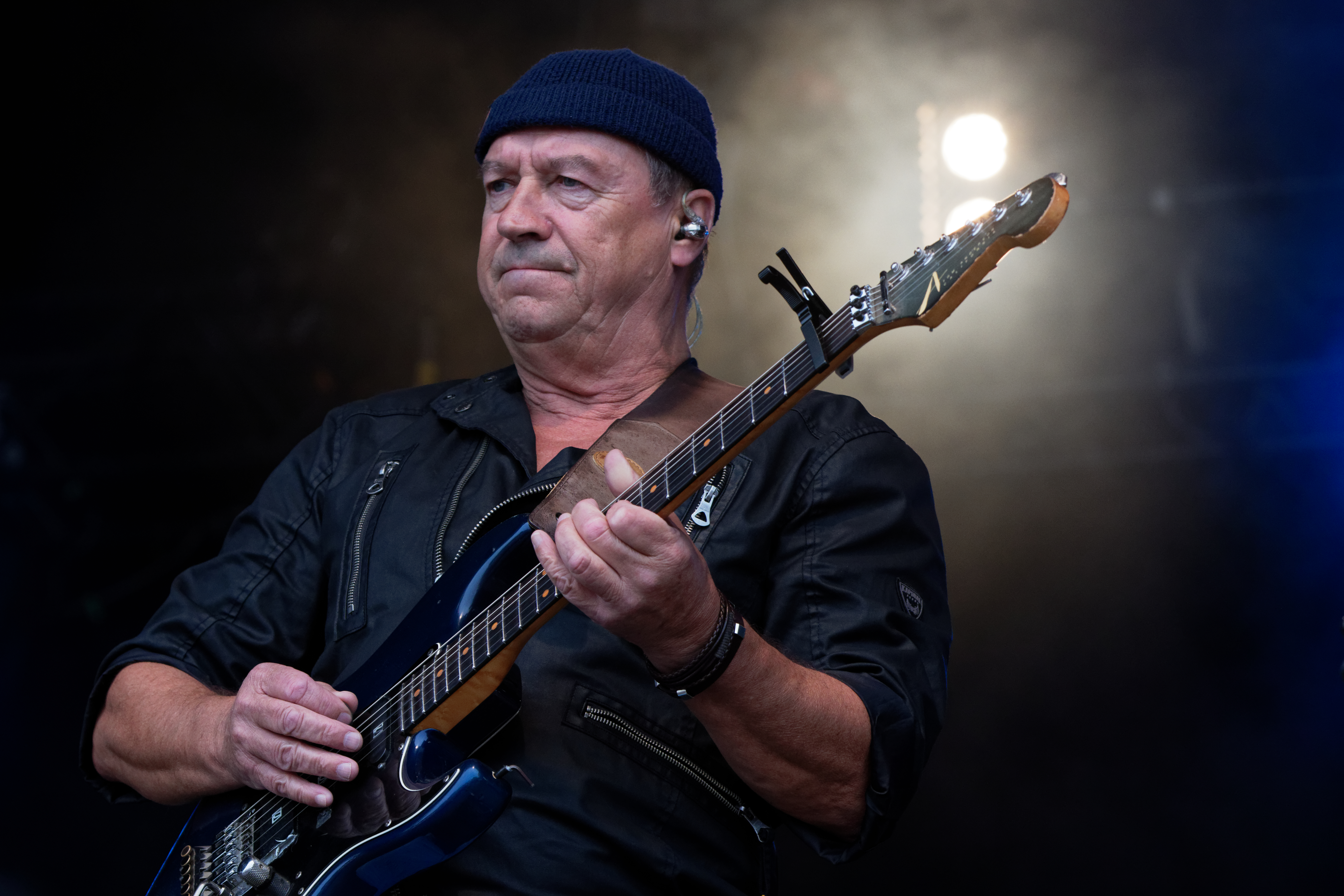
Serge Danet (Soldat Louis).

Le groupe est formé en 1987, de la rencontre de deux Lorientais, Renaud Detressan (alias Gary Wicknam), petit-fils de Théodore Botrel et Serge Danet, que ses copains de bordée appellent familièrement Soldat Louis. Serge, qui est guitariste, accompagne au départ Gary qui connaît la gloire au début des années 1980 avec la chanson On est comme on est sortie sous son nom. Lorsque Gary lui propose de chanter un de ses textes, ils se produisent sous son pseudonyme. Ils se nourrissent de leurs influences pour créer leur musique, fatalement à la croisée de chemins hauturiers, mâtinée des harmonies de la cornemuse mais urbaine par l'orchestration rock. Loïc Taillebrest, penn-soner du bagad de Lann-Bihoué, et Bruno Le Rouzic, sonneur avec le bagad Kemper, soufflent pendant un certain temps dans leurs cornemuses avec Soldat Louis.
Le premier album de Soldat Louis, Première bordée, paraît en 1988. Le groupe, parrainé par Renaud, est accueilli en première partie de sa série de concerts au Zénith l'année suivante. Le premier single extrait de cet album, Du rhum, des femmes, les propulse alors sur le devant de la scène médiatique. Le titre fut repris par le Belge Bart Kaell sous le titre Hé kapitein. Le 45 tours se vend à 750 000 exemplaires, et l'album est double disque d'or. Au Top 50, les chansons de comptoir sont à la mode (Allez viens boire un p'tit coup à la maison du groupe Licence IV, etc.) et le groupe est assimilé à cette catégorie.
Leur deuxième album, Pavillon noir, sort deux ans plus tard. Le disque, pourtant très abouti comportant un hymne à la Bretagne (C'est un pays), n'obtient pas le même succès populaire que leur premier album. Disparaissant des médias grand public après avoir chanté C'est un pays lors d'une émission de variétés française, Soldat Louis continuera pourtant, en changeant de formation - excepté les deux membres fondateurs - à écumer les salles et les routes de France, en sortant plusieurs albums originaux, des best-of et des live. Le groupe est encore en activité aujourd'hui. S'il est désormais peu connu dans le restant de la France, en dehors de leur premier grand succès, le groupe rencontre un grand succès en Bretagne et remplit les plus grandes salles de la région, mais aussi Bercy pour la Fête de la Saint-Patrick en 2008 et 2010. Mais il voyage aussi en Europe et jusqu'aux États-Unis et se taille toujours un franc succès avec un jeu de scène généreux, communicatif et jubilatoire. Et lorsqu'ils enregistrent, ils poursuivent leur « sacrée bordée ». À Dublin, pour la réalisation de Auprès de ma bande, leur troisième opus, ils s'entourent d'Irlandais, dont Sinéad O'Connor et Shane MacGowan, en passant par Davy Spillane, maître du uilleann pipes, qui les rejoint au studio Bohlen.
Le groupe fête ses vingt ans lors d'une tournée en 2008-2009, dont le point culminant a été un concert à l'espace Marine du Festival interceltique de Lorient, le 7 août 2008. Un double album de cette tournée est sorti fin 2009, enregistré à Saint-Malô-du-Bois et au Festival de Poupet, en Vendée : Happy... bordée 20 ans

### Années 2010 et 2020

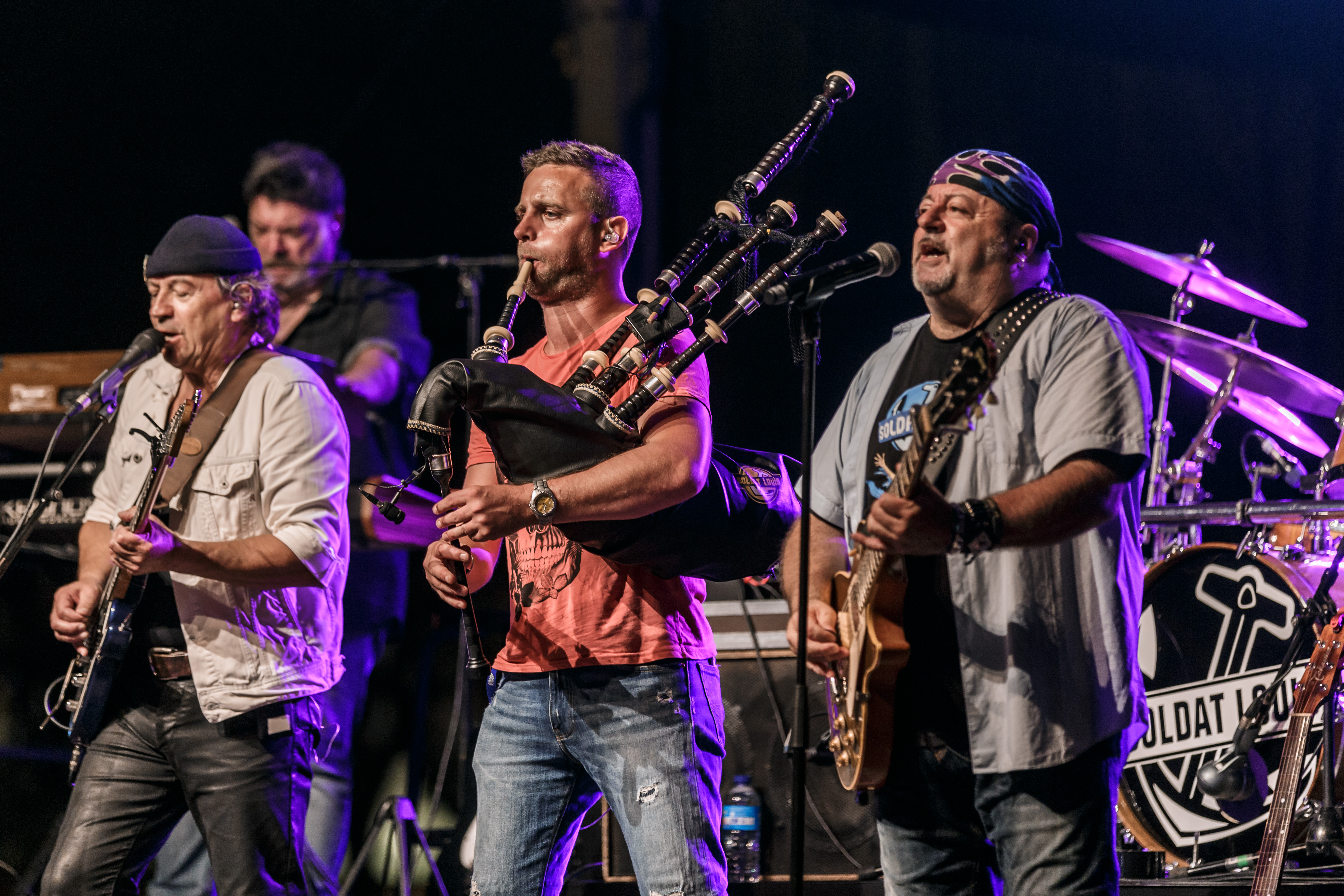
Serge Danet, Anthony Masselin et Michel Banuls en 2016.

En 2010, le groupe est contacté par le FC Lorient pour composer le nouvel hymne du club. Lors du match face à Bordeaux, le 20 février 2011, les spectateurs entendent pour la première fois l'hymne créé par le groupe. Les membres du groupe sont présents au centre du stade du Moustoir pour le chanter. Avec leur rock fraternel, ils repartent dès 2010 en tournée dans toute la France et invitent des amis pour un nouvel album. En décembre, le résultat s'entend à travers VIP: Very Intimes Poteaux dans lequel leurs chansons sont revisitées par leurs amis artistes (Hugues Aufray, Beverly Jo Scott, Francis Cabrel, Renaud, Patrick Verbeke, Michael Jones, Antoine, Murray Head, Dan Ar Braz, Francis Lalanne, Clarisse Lavanant...).
Durant cette tournée, le groupe est responsable du concert de clôture de l'Interceltique.
Des bagadoù, comme le bagad de Lann-Bihoué, ou des sonneurs accompagnent le groupe sur quelques dates bretonnes. Les 17 et 18 mai 2012, le groupe investit la salle de l'Olympia (Paris) pour deux soirées.

## Style musical et thèmes
(septembre 2021).
- Si vous ne connaissez pas le sujet, laissez ce bandeau (vous pouvez alors contacter les auteurs).
- Si vous supprimez le contenu mis en cause (vous pouvez préalablement contacter les auteurs),

argumentez précisément cette suppression dans la page de discussion
(un manque de référence n'est pas un argument ; une recherche réelle de référence doit avoir été effectuée, être formellement documentée).
Plus généralement, leur style est résolument ancré dans l'univers de la mer, des marins, des corsaires voire des pirates. Leurs chansons évoquent un univers fantasmatique de voyages, par le prisme d'une identification à la vie des gens de mer et à leurs déboires alcooliques et amoureux. Les paroles, volontiers contestataires et provocatrices, prennent leur source dans l'imaginaire collectif du monde maritime d'antan. Le navigateur Olivier de Kersauson est un inconditionnel du groupe, dont il apprécie le caractère maritime et résolument rock. Le groupe est parfois critiqué pour des paroles sexistes et pour une vision dégradante de la femme. Pourtant, certaines chansons comme Femmes de légende rendent un hommage aux femmes de marins. La récurrence des prostituées et des filles légères dans leurs chansons tient plus à la volonté de s'ancrer dans l'univers des pirates et dans un registre de chansons pour comptoirs de port que d'une réelle vision machiste de ses auteurs ; plusieurs de leurs textes témoignent d'une fragilité certaine face à la gent féminine (« Pour peu qu'j'tienne une caisse/ Qu'j'y pense trop fort/ J'suis comme un clebs fidèle jusqu'à la mort/ À la tigresse qui s'occupe de mon corps », dans Martiniquaise).
Par un langage simple mais non dénué d'images poétiques (d'où leur filiation avec Renaud), ces textes révèlent la sensibilité de leur auteur compositeur Renaud Detressan, qui n'apparaît pourtant dans le groupe que comme un simple guitariste choriste, le leader étant Serge Danet (alias Soldat Louis). Ne parlant pas breton, il écrit l'ensemble des textes en français.
Si la chanson Du Rhum des femmes a estampillé le groupe auprès du grand public comme auteur de chansons à boire, le reste de leur répertoire au succès plus confidentiel est aussi composé de textes plus délicats (Pavillon Noir), nostalgiques (Encore un Rhum), humoristique (Martiniquaise), ou encore langoureux (T'es mon secret). D'autres textes font également preuve d'un certain engagement politique, très identitaire et légèrement anarchiste comme Juste une gigue en do qui rejette en bloc les politiques et critique sans ménagement les élus.
Ils ne s'attirent pas que des amis lorsqu'ils prennent sans détours parti pour ce pays pour lequel ils nourrissent de grands rêves libertaires. Le pamphlétaire C'est un pays, sorti en 1990, exalte ainsi l'identité bretonne, en opposition au jacobinisme français. « L'idée d'indépendance ne nous laisserait pas vraiment de glace » clament-ils dans cette déclaration d'amour à leur terre. Leur rêve se confirme sur le modèle de l'Irlande, autonome deux ans après. La chanson Bobby Sands en 1993 évoque un activiste de l'IRA mort en prison d'une grève de la faim pendant les années Thatcher. Et à propos du Bugaled Breizh, Serge hisse encore les couleurs et le pavillon noir : « Il faudrait lever le secret d'État sur cette affaire. Il y a un malaise. On a tous été choqués par l'omerta de l'État français et des institutions européennes à propos de cette tragédie qui a endeuillé cinq familles bretonnes ».

## Membres

### Membres actuels
- Soldat Louis (Serge Danet) — guitare électrique, banjo, chant
- Michel « Maïkeul » Banuls — guitare acoustique et électrique, chœurs
- Anthony « Chouchou » Masselin — cornemuse, uilleann pipes, flûtes
- Christophe « Toto » Sonnic — batterie
- Olivier Achard — basse
- Denis Brieuc « Denez » — claviers

### Anciens membres
- Renaud Detressan (alias Gary Wicknam ou Renaud Le Gonidec) — guitare, chœurs (1988-2024)
- Bruno Le Rouzic — cornemuse (1988—1991)
- Olivier Le Millour — guitares (1988—1992)
- Loïc Taillebrest — cornemuse, accordéon (1988—1996)
- Patrick Le Berquier — guitare acoustique (1988—1996)
- Marc « Marco » Pouliquen — batterie
- Hervé « V.R. » Le Guillou — basse (1988—1996)
- Christophe Morvan — cornemuse, flûte (1996—2002)
- Jean-Paul Barrière — Clavier (1996-2023)
- Jean-Marc Illien — claviers (1989—1993)
- Bradney Scott — basse
- Jean-Philippe Chevalier — guitare, accordéon
- René Michel — claviers, accordéon
- Michel Aymé — guitare (sur l'album Pavillon Noir)
- René Degodza

### Galerie

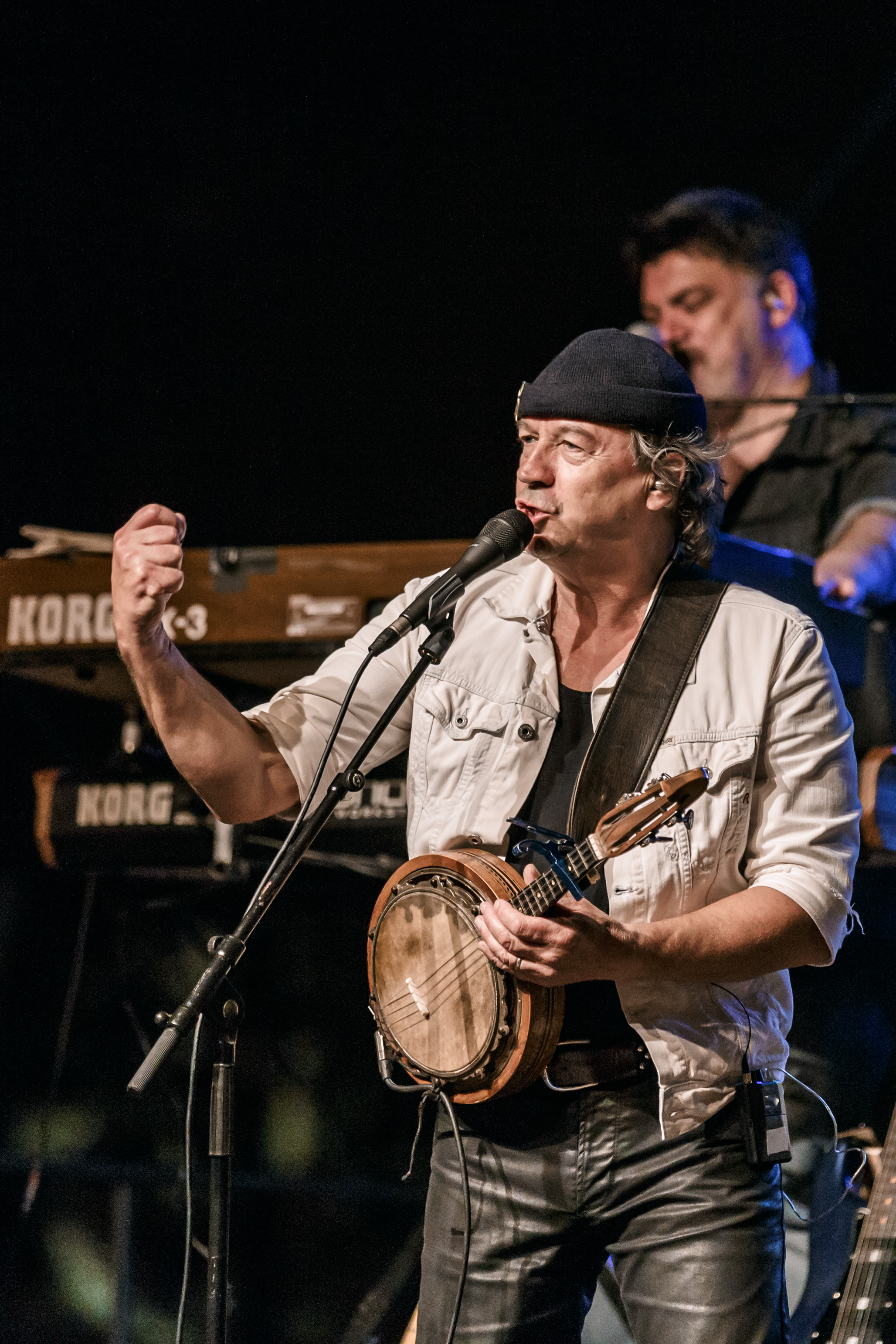
Serge Danet.
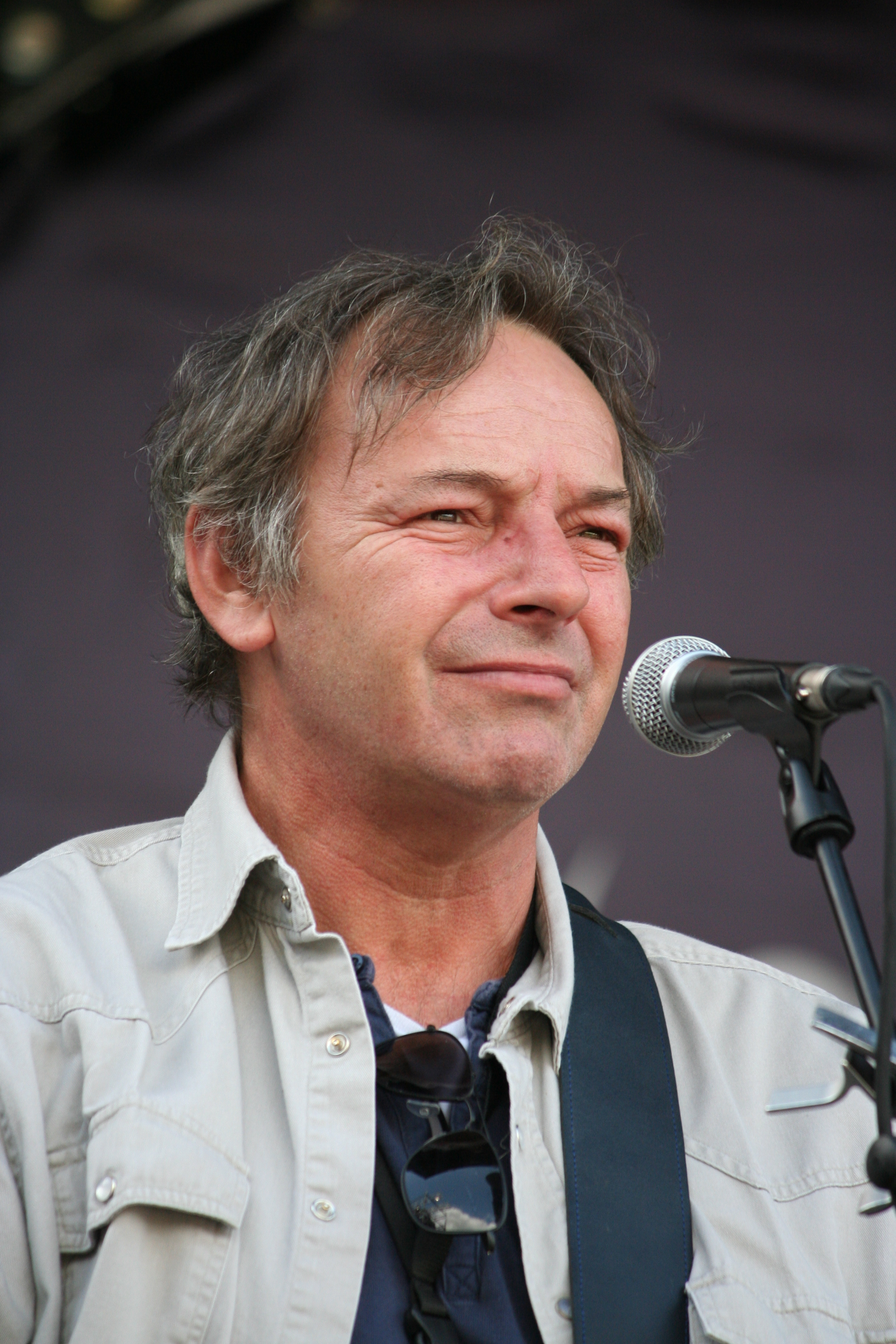
Renaud Detressan.
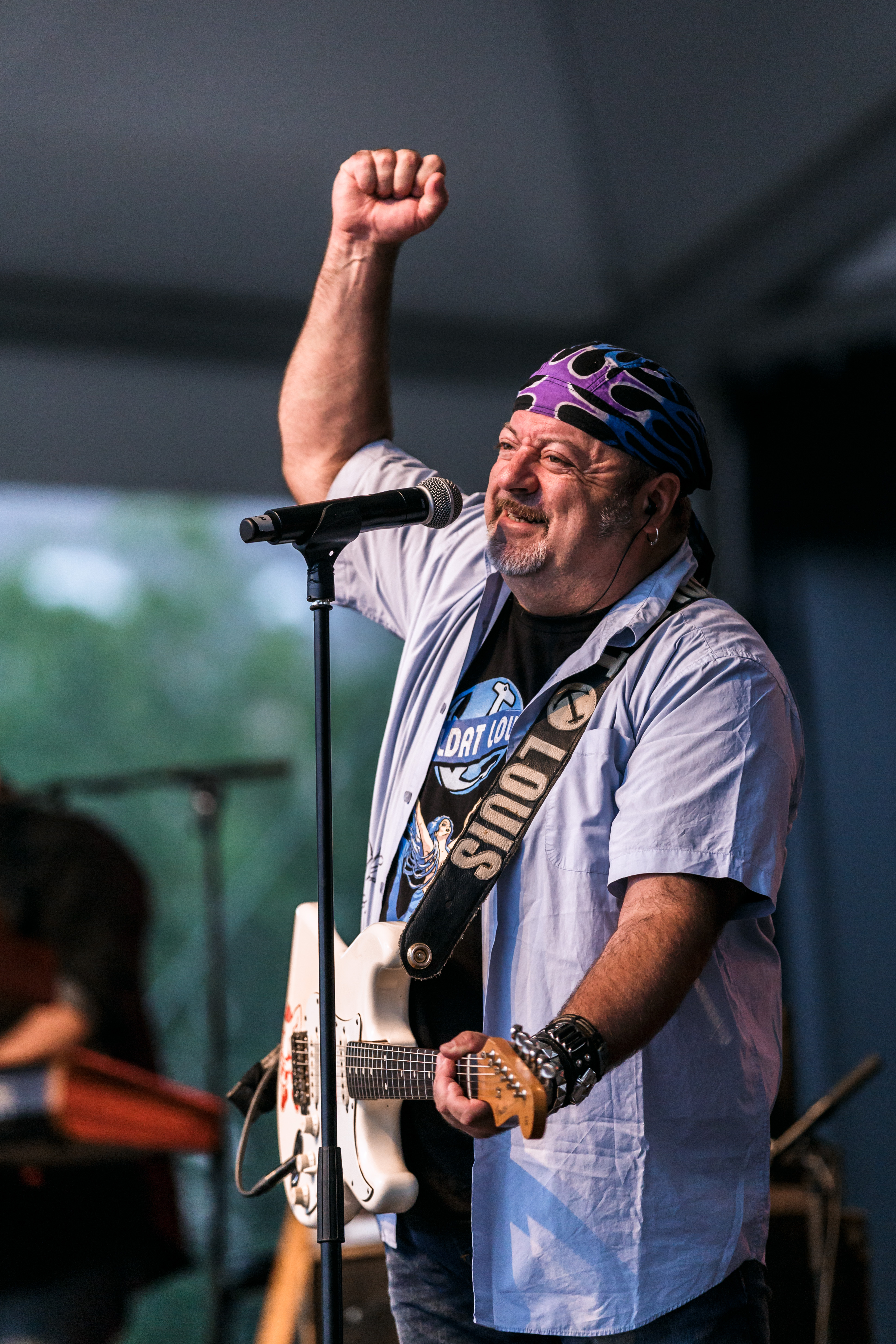
Michel Banuls.
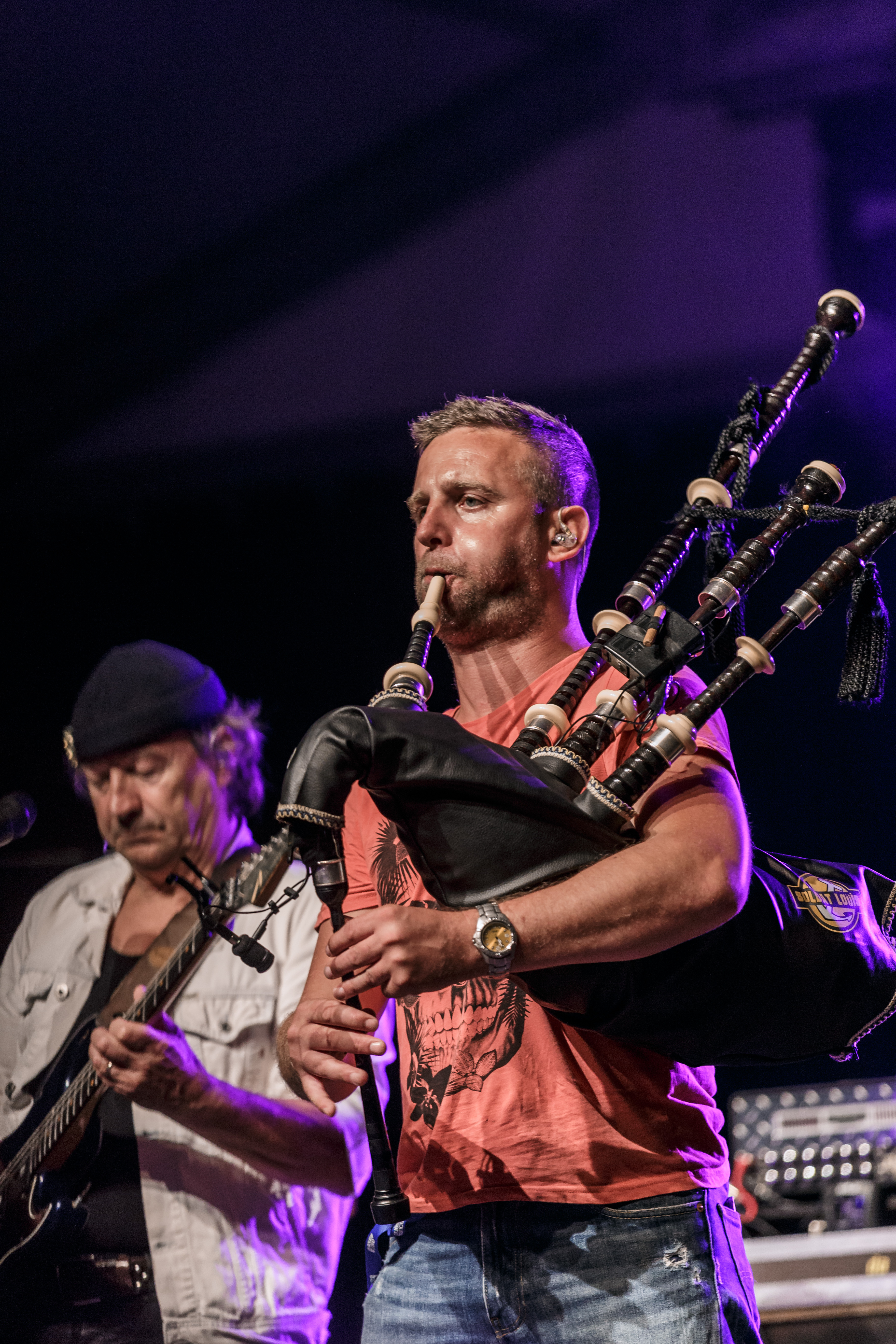
Anthony Masselin.
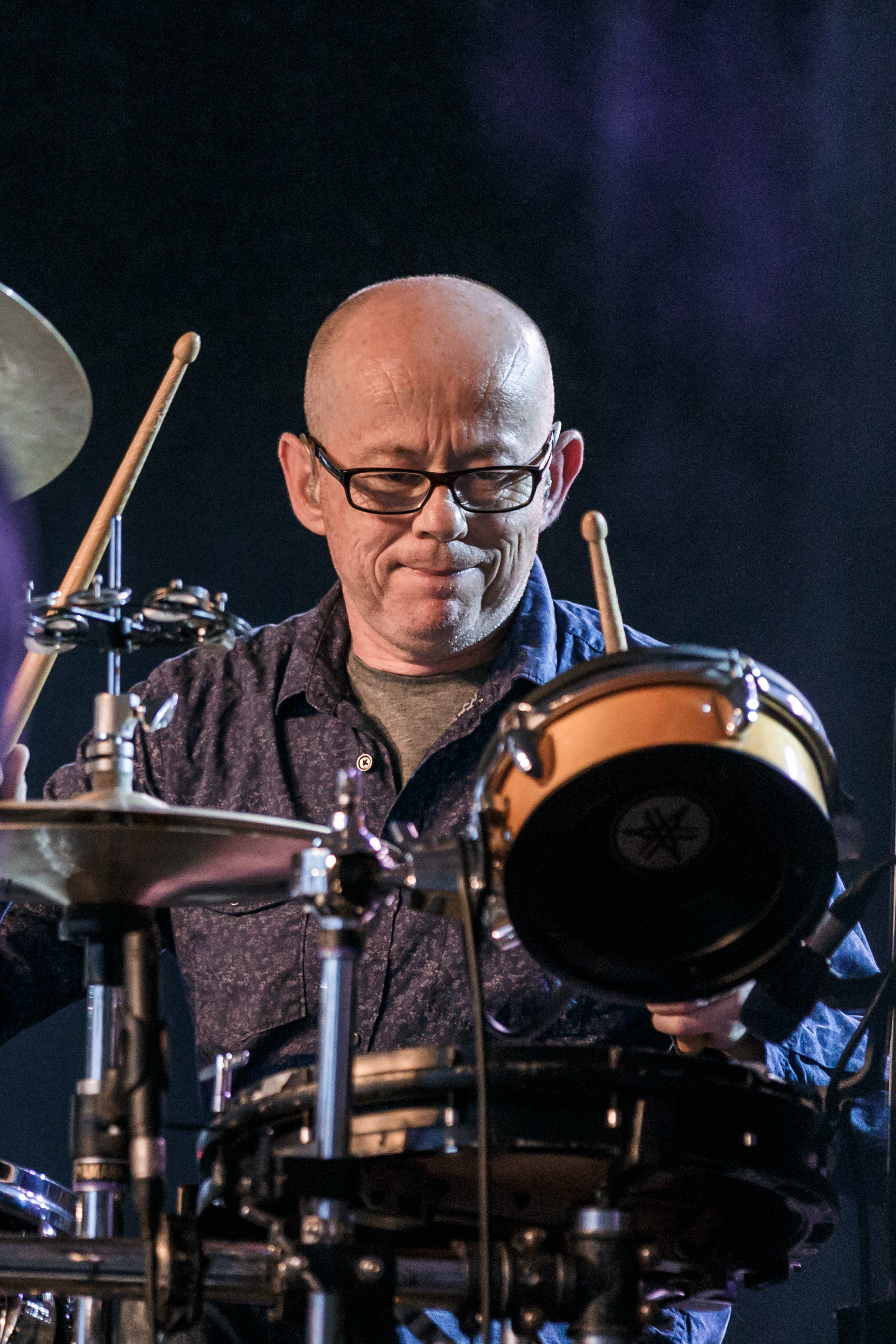
Christophe Sonnic.
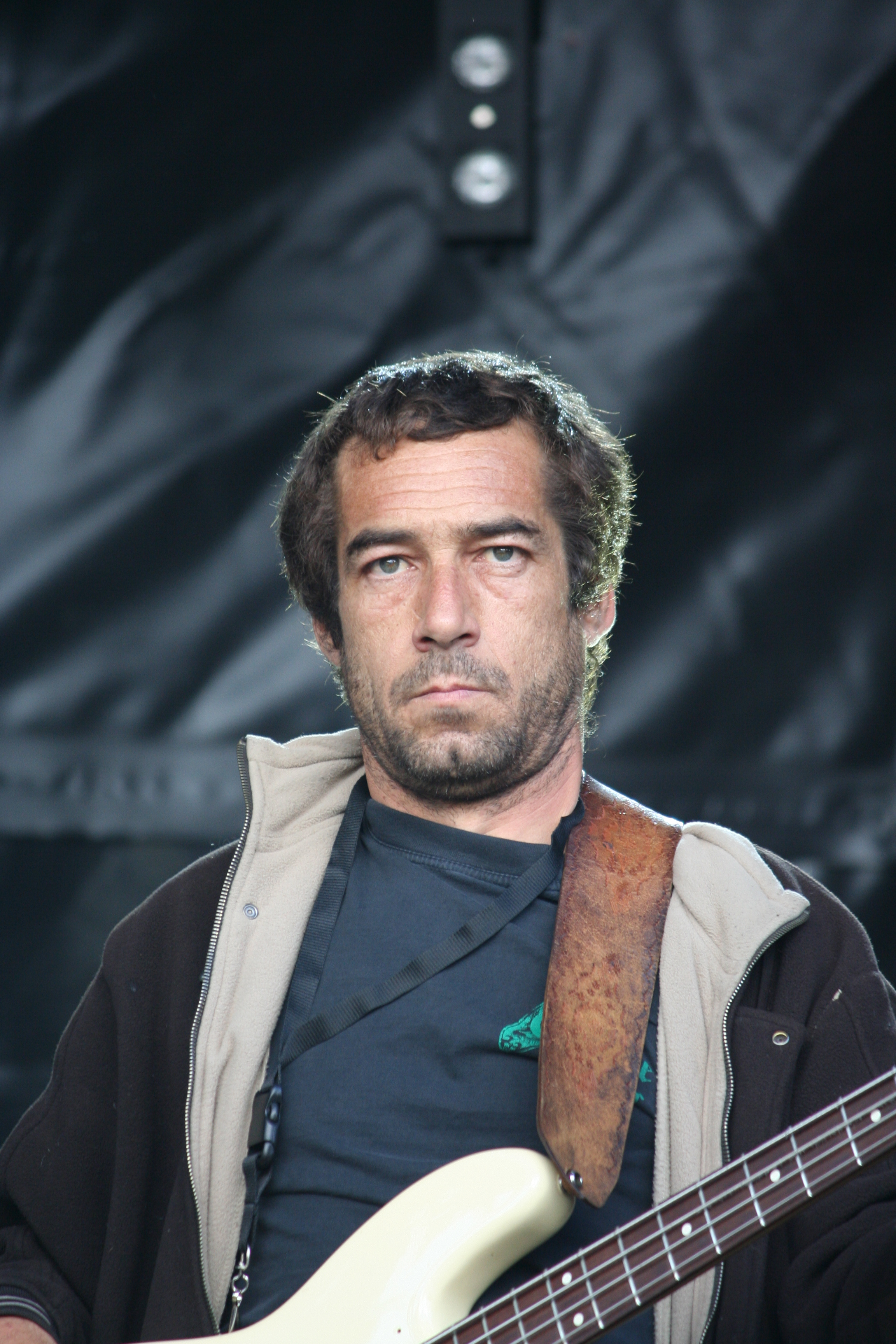
Hervé Le Guillou.
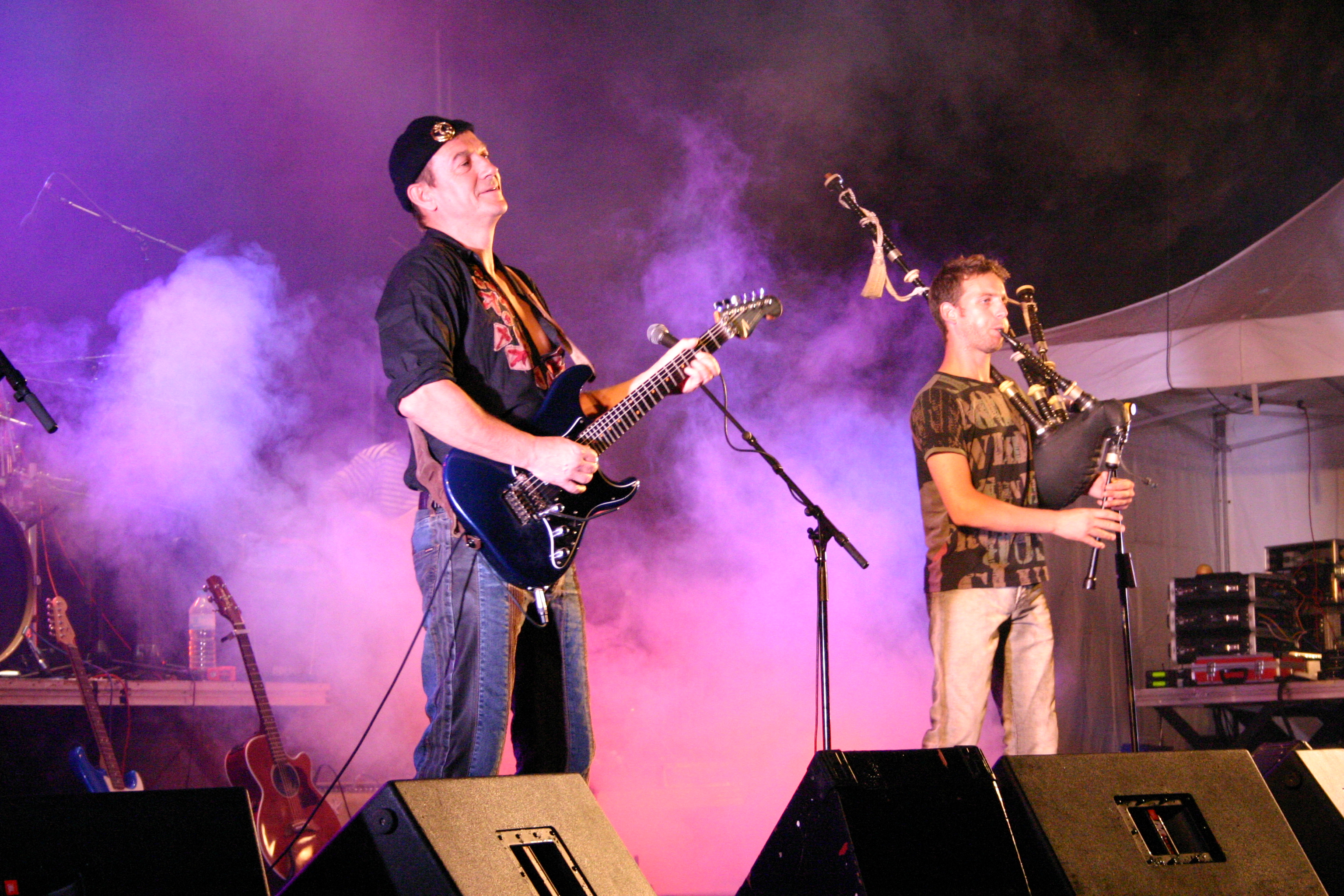
L'Aymon Folk Festival de Bogny-sur-Meuse en août 2004.

## Discographie

### Albums studio
- 1988 : Première bordée
- 1990 : Pavillon Noir
- 1993 : Auprès de ma bande
- 1999 : Bienvenue à bord
- 2002 : Escale sur la planète
- 2006 : Sales gosses
- 2010 : VIP: Very Intimes Poteaux
- 2012 : Kingdom Tavern
- 2017 : Quelques nouvelles du front

### Singles
- 2021 : Pann d'élec
- 2022 : Born in europa

### Albums live
- 1997 : En vrai
- 2002 : En vrai 2 vrai
- 2009 : Happy...bordée 20 ans (double CD)

### Compilations
- 1995 : C'est un pays (best-of 16 titres)
- 2002 : Best of (best-of 17 titres)
- 2006 : Les indispensables (best-of 17 titres)
- 2006 : Itinéraires 1988-2006 (double CD, best-of 30 titres)
- 2011 : Les Indispensables (14 chansons) (best-of 14 titres)
- 2017 : Best of (Remastered 2017) (best-of 13 titres)
- 2021 : Le Meilleur (best-of 23 titres)

### Participations
- 2017 : Breizh eo ma bro !

### Vidéographie
- 2003 : En vrai 2 vrai (Créon Music, EMI Music)
- 2009 : Happy... bordée 20 ans (ed. Coop Breizh)
- 2023 : Fils de Lorient (Film de Michaël Picaud, Production Spleen District Production)